# Cornelius Castoriadis
Cornelius Castoriadis (en grec Κορνήλιος Καστοριάδης, Constantinoble, 11 de març de 1922 - París, 26 de desembre de 1997) fou un filòsof i psicoanalista francès d'origen grec, defensor del concepte d'autonomia política i fundador als anys 40 del grup polític Socialisme o barbàrie i de la revista del mateix nom, de tendències properes al luxemburguisme i al consellisme. Posteriorment abandonaria el marxisme, per adoptar una filosofia original i una posició propera a l'autonomisme i al socialisme llibertari.

## Biografia
Va néixer a Constantinoble, l'11 de març de 1922, d'on la seva família més tard va fugir cap a Atenes a causa de les conseqüències de la Guerra grecoturca.
La vida i obra de Castoriadis és possible diferenciar-la en dos moments: el primer, que correspon a la seva joventut a Grècia, on viu la dictadura feixista, la Guerra grecoitaliana i els inicis de la Guerra Civil grega, moments en què estudia dret, economia i filosofia a la Universitat d'Atenes, i s'acosta a la militància en el marxisme-leninisme amb el Partit Comunista de Grècia (KKE) i posteriorment al trotskisme. Així ho reconeix el mateix Castoriadis en una nota autobiogràfica en el seu llibre La societat burocràtica:
«En l'origen de l'evolució d'aquestes idees hi ha una experiència, la de la Segona Guerra Mundial i l'ocupació alemanya. No ve al cas explicar com un adolescent, en descobrir el marxisme, va creure ser-li fidel ingressant a les Joventuts Comunistes sota la dictadura de Metaxàs, ni per què va poder creure, després de l'ocupació de Grècia i l'atac alemany contra Rússia, que l'orientació xovinista del KKE i la constitució d'un Front Nacional d'Alliberament (EAM) era el resultat d'una desviació local que podia ser corregida amb una lluita ideològica dins del partit. La substitució d'arguments per porres, i la ràdio russa, es van encarregar que canviés ràpidament d'opinió. El caràcter reaccionari del Partit Comunista, de la seva política, dels seus mètodes, del seu règim intern, així com el cretinisme que impregnava, llavors com ara, qualsevol discurs o text que emanés de la direcció del Partit Comunista, apareixien amb claredat absoluta. No és, doncs, estrany que, en aquestes circumstàncies de temps i de lloc, aquestes comprovacions portessin al trotskisme; la fracció més esquerrana desenvolupava una crítica sense compromisos tant de l'estalinisme com dels trotskistes "dretans" (que, com vam saber més tard, quan es van restablir les comunicacions interrompudes des de 1936, representaven el veritable "esperit" -sit venia verba- de la IV Internacional)».
El segon moment biogràfic en Castoriadis és el viscut a França, on s'hi trasllada el 1946, quan esclatà la Guerra Civil grega. Allà hi continuà els seus estudis de filosofia a l'Institut de França i s'uní al Partit Comunista Internacional (PCI), en què conegué Claude Lefort, i crearen el famós grup Socialisme ou Barbarie, en el qual es va arribar a relacionar amb figures com Edgar Morin, Henri Lefebvre, Jean-François Lyotard i Guy Debord, entre d'altres. El 1948 se separen del PCI per diferències ideològiques, i inicien tot seguit la publicació de les seves anàlisis i opinions a la revista del mateix nom del grup. Aquest mateix any Castoriadis comença a treballar com a economista en l'OCDE, situació que el va obligar a escriure sota diversos pseudònims, entre els quals destaquen Pierre Chaulieu, Marc Coudray i Paul Cardan, aquest últim el més utilitzat. A partir de 1964 es va fer membre de l'Escola Freudiana de París (EFP), fundada per Jacques Lacan, amb qui va començar a tenir desavinences el 1967.
La revista Socialisme ou Barbarie es va publicar des del 1948 fins al 1966, anys en què la reflexió va portar Castoriadis a la cruïlla següent: o seguir essent fidel al marxisme o a la revolució. Així ho demostra ell mateix, amb la publicació en la revista dels articles Marxisme i teoria revolucionària, entre 1964 i 1965, que acabarien per ser la primera part del seu llibre més famós La institució imaginària de la societat. Arran d'aquesta reflexió, es proposa la dissolució del grup, cosa que es va concretar el 1966, iniciant així el procés de transició de Castoriadis al segon moment de la seva trajectòria, ja que en aquesta època conclou l'etapa amb Socialisme ou Barbarie (1966), es casa amb Piera Aulagnier i viu el Maig francès (1968), abandona l'EFP i participa en la creació del Quatrième groupe (1969), deixa de treballar a l'OCDE (1970) i acaba i publica La institució imaginària de la societat (1975). Aquesta transició acabaria per ubicar Castoriadis en l'estudi de l'imaginari, període en el qual desenvolupa la majoria dels seus conceptes més importants. Així ho reconeix un estudi biogràfic:
«La seva atenció teòrica es dirigirà a l'imaginari, al grau zero del llenguatge i del pensament, als magmes simbòlics que encoratgen i estimulen l'acció humana al marge de causes i raons de caràcter purament lògic. Va explorar l'imprevisible d'un sentit humà que esclata a l'atzar de semblances, analogies i associacions metafòriques. Si fins ara havia personificat en el proletariat el poder renovador de la vida social, a partir d'aquests moments començarà a dissenyar una idea d'acció (transformadora) sense pensar en un subjecte/consciència concret».
La seva influència sobre el Maig francès és considerada com d'«inspiració espiritual», reconeguda públicament per Daniel Cohn-Bendit, i lligat a la famosa frase «La imaginació al poder», cosa que per a Fernando Savater és una transcripció gairebé «literal» de l'últim article de Castoriadis a Socialisme ou Barbarie. Al mateix temps que definia el seu camp d'acció, es va distingir pel seu allunyament d'altres escoles franceses «pre» i «post» Maig francès, quan el 1976 escriu un llarg article criticant el pensament estructuralista tant en les versions de Michel Foucault, Roland Barthes, Louis Althusser, Gilles Deleuze i Félix Guattari, així com el mètode i postures lacanianes.
A partir de 1974, va començar a exercir com a psicoanalista. El 1980, Castoriadis és nomenat director d'estudis de l'École des Hautes Études en sciences sociales, on continua els treballs publicats des de 1978 amb Les Carrefours du labyrinthe, completant cinc volums i un més publicat pòstumament. Aquests pretenien ser treballs «de llavor», analitzant fenòmens molt específics a partir del ja exposat a La institució imaginària de la societat.
Durant la seva trajectòria a l'École, va impartir seminaris (entre 1980 i 1995) sobre la creació humana, constituint una constant actualització de les seves reflexions, que haurien d'acabar d'expressar-se en La creació humana, obra que no va poder acabar. No obstant això, s'han publicat parcialment dos dels seus seminaris (1986-1987 i 1982-1983), i la transcripció dels seus apunts es troba encara en procés.
El 1997, Castoriadis mor a París d'una malaltia del cor i és enterrat al cementiri de Montparnasse.

## Filosofia

### Burocràcia i trotskisme
Com s'ha dit, el pensament de Castoriadis es pot ubicar en dos moments de reflexió (1946-1967 i 1968-1997), l'un derivat de l'altre. El primer està format per les consideracions dins del marxisme, particularment en la seva militància trotskista en el PCI i la seva etapa en Socialisme ou Barbarie, en els quals desenvolupa el que s'ha arribat a anomenar «sovietologia». Principalment, s'expressa en el si de la revista (1948-1965), i s'acaba de plasmar en la publicació dels articles revisats i estesos en diversos llibres, és a dir: La Société bureaucratique (dos toms, 1973), L'Expérience du mouvement ouvrier (dos toms, 1974), Capitalisme moderne et révolution (dos toms, 1979), Le Contenu du Socialisme (1979), La Société française (1979). La majoria d'aquest material es troba fora de catàleg o circulació.
La seva reflexió en aquesta etapa, que d'una manera o d'altra derivà en la següent, es pot entendre com un període d'estudi del pensament marxista i les seves conseqüències. Primer en el si del dogmàtic KKE, i després amb les crítiques del trotskisme sobre l'URSS, cosa que propicià la creació de Socialisme ou Barbarie, en què s'analitzen les conseqüències de la jerarquització dins la societat soviètica. Això es reflecteix en les primeres línies programàtiques del primer número de la revista:
«Un segle després del Manifest Comunista, trenta anys després de la Revolució Russa, després de victòries enlluernadores i derrotes abismals, el moviment revolucionari sembla haver desaparegut. Més que mai es parla avui de "marxisme", de "socialisme", de la classe obrera i d'un nou període històric, però més que mai el veritable marxisme ha estat burlat, el socialisme vilipendiat, més que mai la classe obrera ha estat venuda i traïda per aquells que diuen ser els seus representants. Sembla que el "socialisme" s'hagués realitzat en països que tenen quatre-cents milions d'habitants, però és un "socialisme" inesperat dels camps de concentració, d'una explotació social inhumana i d'una dictadura atroç, d'una imbecil·litat generalitzada».
D'aquesta reflexió, les conclusions són el paradigma que el mateix Castoriadis introdueix en els primers articles de Marxisme i teoria revolucionària (1964-1965), quan diu:
«Havent partit del marxisme revolucionari, hem arribat al punt en què havia de triar entre seguir essent marxista o seguir sent revolucionari, entre la fidelitat a una doctrina que ja no anima des de fa molt de temps ni una reflexió ni una acció, i la fidelitat al projecte d'una transformació radical de la societat, que exigeix abans que res que es comprengui el que es vol transformar i que s'identifiqui el que, en la societat, respon realment a aquesta societat i està en lluita contra la seva forma present».
D'aquesta manera, Castoriadis trencà tant amb el marxisme com amb el trotskisme, i finalment també amb Socialisme ou Barbarie, per emprendre, concentrant-se en un nou nivell de reflexió, el que serà la seva segona etapa de pensament (1968-1997).

### Imaginari social
El segon moment en el pensament de Castoriadis és el que va des de la reflexió final i dissolució de Socialisme ou Barbarie, i la concreció de la seva obra més coneguda, La institució imaginària de la societat (1975), en la que s'inicia l'estudi de la creativitat humana i el factor imaginari. Posteriorment a La institució imaginària de la societat, el treball de Castoriadis es concentra a dilucidar i aprofundir les línies generals explicitades en aquest, per mitjà de la col·lecció Les cruïlles del laberint i els seminaris a l'École (1980-1995), aquests últims encara en transcripció, edició i publicació. Així mateix, part d'aquesta etapa ha quedat plasmada en altres obres fora de col·lecció.

### L'imaginari social com a creació indeterminada
Per a Castoriadis, la imaginació és la creació humana indeterminada, per tant és canvi. El canvi social implica discontinuïtats radicals que no poden ser explicades en terme de causes deterministes o presentades com una seqüència d'esdeveniments. El canvi emergeix amb l'imaginari social. Totes les societats construeixen els seus propis imaginaris: institucions, lleis, tradicions, creences i comportaments. Al llarg de la seva obra, Castoriadis en proporciona nombrosos exemples:
| « | Trobem ridículs, rudes i fins i tot repugnants certs hàbits alimentaris dels nostres veïns: els francesos mengen granotes i cargols, els anglesos preparen el xai amb melmelada. Percebem les llengües estrangeres com formades per sons grollers, guturals, bàrbars; quan parlen a la platja tenim la impressió que discuteixen i, no obstant això, tots els nadons tenen els mateixos òrgans de parla i oïda! | » |

En un estadi més complex, a cada civilització, l'escala dels càstigs és diferent, resultat d'un procés de construcció, amb diferències sovint sorprenents entre les unes i les altres, però el resultat és clar i s'hi reflecteixen els valors d'una civilització, i això sense cap mecanisme de construcció determinista simple.
Un altre estudi de cas té una antiguitat de més de 4.000 anys: el canelobre de set braços de la tradició jueva. Castoriadis va escoltar el raonament dels funcionalistes, segons el qual una institució, per imaginària que pugui semblar, s'explicaria sempre per una necessitat funcional apta per millor mantenir els engranatges d'aquesta societat. Segons ells, els creients i practicants jueus necessitaven il·luminar els llocs tancats i ombrívols on celebraven els seus cultes, i d'aquí la necessitat funcional de les torxes, espelmes i canelobres. Al mateix temps, aquests funcionalistes mantenien que, a partir del moment en què aquest canelobre va quedar associat al sagrat, era necessari trobar un indicador, una etiqueta per assenyalar que aquest objecte no era profà, sinó sagrat. Per què no podia ser el nombre de braços? Si es vol marcar un objecte sagrat mitjançant un nombre, el més funcional és escollir un número màgic, i d'aquí els set braços del canelobre jueu. A això hi replica Castoriadis que ell està d'acord amb el raonament funcionalista, però d'entre la col·lecció de números màgics disponibles s'haguessin pogut escollir el 3, el 5, l'11, el 9, el 13 i d'altres.

### El llenguatge comlegeiniteukhein
Per a Castoriadis, el llenguatge està compost per dues dimensions bàsiques. Primer pel legein, que és la dimensió identitària del representar-dir social; ve de «lògica» (logos) i vol dir, per a Castoriadis, distingir-escollir-posar-reunir-comptar-dir. Segons aquest autor, en el llenguatge, el legein està representat pel component codi, el component significatiu del llenguatge es dirà «llengua», del qual no es pot eliminar, igual que en la representació social, crida l'atenció que aquesta representació social, és en ciències socials el que comunament es coneix com a imaginari social, però que per Castoriadis té una altra connotació (la creació humana). D'altra banda, està el teukhein, que és la dimensió identitària, funcional i instrumental de la tasca social, de la creació; ve de «tècnica» (teknè), cosa que significa reunir-adaptar-fabricar-construir, és el component ineliminable de l'acció social.

## Algunes consideracions històriques
De les seves teories, n'obté Castoriadis algunes conseqüències simples com que el camp sociohistòric no pot estar regit per un determinisme materialista i històric, ja que aquest concepte parteix de l'ontologia conjunt-identitària.
Així, estaria fora de lloc afirmar que l'experiència soviètica va ser una realització fracassada d'una idea justa.
Segons Castoriadis, en el domini de les institucions humanes no existeix un model teòric, només hi ha una realització que es produeix en el temps a partir de milions de decisions particulars i de conductes individuals concretes. En cas de fracàs, no es pot posar el mecanisme a zero, no es torna a jugar la partida, no existeix el «bé, el mateix jugador comença de nou» (bonus, same player shoots again), sinó la «fi del joc» (game over), altres institucions i altres experiències ocuparan el seu lloc. Simètricament, el mode de producció capitalista i l'univers d'explotació capitalista no són encarnacions degenerades d'una bona teoria del mercat, sinó creacions imaginàries i reals que acabaran per enfonsar-se.
Castoriadis insisteix en l'existència i la necessitat d'un camí: el projecte d'autoemancipació autònoma. Per a ell, fins ara les societats han estat heterònomes, han construït els seus imaginaris atribuint-los a alguna autoritat extrasocial: déu, els avantpassats, la necessitat històrica, és a dir, que les societats heterònomes no s'adonen que les institucions són autoconstruïdes. Castoriadis pensa que la humanitat només podrà escapar a la catàstrofe:
1. Coneixent el caràcter autònom de les institucions imaginàries
2. Tenint la voluntat explícita d'autoinstituir-se, autoemancipar-se

En aquest sentit, la seva alternativa socialista «Socialisme o barbàrie» s'hagués pogut dir «Emancipació autònoma o barbàrie».

## Articulació individual/col·lectiva
Castoriadis va abordar les dues facetes de l'ontologia social-històrica-psíquica-imaginària, la faceta individual i la faceta social. Segons ell, les institucions i les psiques s'autoelaboren en el temps en una interacció recíproca, una relació dialèctica. Si recordem les interaccions entre civilitzacions i entre persones, veiem que una civilització es desenvolupa en contacte i en fricció amb les civilitzacions veïnes, i un psiquisme es desenvolupa en contacte i en fricció amb d'altres. A Castoriadis, li interessa examinar com les institucions d'una civilització són el resultat del treball durant molt de temps de milions de psiques individuals dinàmiques i com el desenvolupament del psiquisme d'un exnadó és el resultat de la seva llarga immersió en una civilització dinàmica.

## Articulació sincrònica/diacrònica
Un aspecte primordial, encara que difícil d'expressar, és la relació amb el temps que mantenen els éssers de l'ontologia sociohistòrica. Al llarg de la seva obra, Castoariadis ha consagrat diversos paràgrafs al tema, però ens acontentem a assenyalar les dues maneres de parlar de les institucions sociohistòriques a partir de la idea del tall instantani (o, per la seva semblança conceptual a una fotografia, la instantània):
- Aproximació sincrònica, és a dir, que s'estudia un tall de diverses institucions veïnes en el mateix instant. Per exemple, podem estudiar les lleis, el sistema escolar i els barris marginals a Lleida el maig de 2020. Això ja és una tasca àrdua que ens portaria segurament a ampliar la instantània a altres institucions veïnes, l'aprenentatge, l'empresa, la presó, l'hospital, els mitjans de comunicació, i potser fóssim empesos a comparar les mateixes institucions en la mateixa data en les comunitats veïnes.. De fet, Castoriadis pensava que, quan es tira d'un fil de la troca, tots els altres acaben per manifestar-se, ja que tots es troben en el resultat instantani d'una construcció sociohistòrica.

- Aproximació diacrònica, és a dir, s'estudia una sola institució en el seu desenvolupament al llarg del temps. Per exemple, podem estudiar els transports públics a Europa de 1805 a 2020. Probablement, trobem necessari desbordar l'objecte, i seria estrany que deixéssim de costat, per exemple, els transports a les perifèries urbanes.

- Les dues aproximacions es desborden cada una sobre l'altra. En efecte, apunta Castoriadis, en matèria sociohistòrica tot interacciona amb tot i recíprocament, ni la simplificació sincrònica multiobjecte ni la simplificació diacrònica monoobjecte, per útils que siguin en una primera aproximació, no es poden mantenir massa temps: els fils de la troca es barregen en el temps i en les institucions, sobretot el temps, que té una rellevància privilegiada per a Castoriadis. Les institucions no sols es construeixen amb el factor temps (entre altres factors), sinó que a més seria un sense sentit parlar d'institucions sociohistòriques fora del temps.

## Anàlisi sobre Castoriadis
L'obra de Castoriadis ha estat analitzada críticament per diferents pensadors contemporanis, dels quals destaquen els següents:
- Takis Fotópulos en Cap a una democràcia inclusiva, entre d'altres.
- Jürgen Habermas en El discurs filosòfic de la modernitat.
- Richard Rorty a Unger, Castoriadis i el romanç d'un futur nacional, en Assaigs sobre Heidegger i altres pensadors contemporanis.
- Todd May en The Political Philosophy of Poststructuralist Anarchism.
- Vincent Descombes en Philosophie parell gros temps.
- Daniel Blanchard en La crisi de les paraules: notes a partir de Cornelius Castoriadis i Guy Debord.
- René Lourau en L'anàlisi institucional.

Al mateix temps, hi ha una quantitat considerable d'anàlisis sobre el pensament de Castoriadis: 
- Cabrera, Daniel H. (coordinador) Fragments del caos: Filosofia, subjecte i societat en Cornelius Castoriadis (espanyol, Arg 2008).
- Franco, Y. Freire, H. i Loreti, M. (editors) Insignificança i autonomia. Debats a partir de Cornelius Castoriadis. Psicoanàlisi, filosofia, art, política (espanyol, Arg 2007).
- Poirier, N. Castoriadis: L'imaginari radical (francès, Fr., 2004) (trad. espanyol, 2006).
- David, G. Castoriadis: le projet d'autonomie (francès, Fr., 2000).
- Franco, Yago. Magma (Cornelius Castoriadis: psicoanàlisi, filosofia, política) (espanyol, Arg., 2003).
- Tello, Nerio. Cornelius Castoriadis i l'imaginari radical (espanyol, Esp., 2003).
- Vera, Juan Manuel. Cornelius Castoriadis (1922-1997) (espanyol, Esp., 2001).
- Wolf-Felder, Martín. Cornelius Castoriadis: psicoanàlisi i autonomia (espanyol, Uru., 1994).
- Gottraux, P. Socialisme ou Barbarie, un engagement politique et intelellectuel dans la France de l'après-guerre (francès, Fr., 1997).
- Morin, E., Vidal-Naquet, P., Enriquez, E. i d'altres. Autonomie et autotransformation de la société. La philosophie militant de Comelius Castoriadis (francès, Fr., 1989).

## Obres
- La societat burocràtica - 1973 (Tusquets Editores, 1976)

- Vol. 1: Les relacions de producció a Rússia
- Vol. 2: La revolució contra la burocràcia

- L'experiència del moviment obrer - 1974 (Tusquets Editores, 1979)

- Vol. 1: Com lluitar
- Vol. 2: Proletariat i organització

- Els consells obrers i l'economia en una societat autogestionària - (Editorial Zero, 1976)

- Publicat sota el nom de "Paul Cardan", pseudònim usat a Socialisme o Barbàrie

- Proletariat i organització - (Editorial Zero, 1977)

- Publicat sota el nom de "Paul Cardan", pseudònim usat en Socialisme o Barbàrie

- La institució imaginària de la societat - 1975 (Tusquets Editores, Colección Acracia)

- Vol. 1: Marxisme i teoria revolucionària (Acracia, 33, 1983)
- Vol. 2: L'imaginari social i la institució (Acracia, 34, 1989)

- El mite del desenvolupament, en Reflexions sobre el desenvolupament i la racionalitat, Diversos Autors - (Editorial Kairos, 1980)
- Davant la guerra - 1981-1983 (Idea original de dos volums, dels quals només es va editar el primer)

- Vol. 1: Les realitats (Tusquets Editores, 1986)

- Les cruïlles del laberint - 1978

- Sense edició total al català. Publicat parcialment sota el títol: Psicoanàlisi, projecte i elucidació (Nueva Visión, 1992)

- Capitalisme modern i revolució - 1979 (Ruedo Iberico, 1970)

- Publicat sota el nom de "Paul Cardan", pseudònim usat en Socialisme o Barbàrie

- Le Contenu du Socialisme - 1979 (En edició castellana, vegeu L'exigència revolucionària)
- Els dominis de l'home. Cruïlles del laberint - 1986 (Gedisa, 1988)

- Coneguda com Les cruïlles del laberint II

- El món fragmentat. Cruïlles del laberint III - 1990 (Altamira, 1993)
- L'avanç de la insignificança. Cruïlles del laberint IV - 1996 (Eudeba, 1997; Ediciones Cátedra, 1998) - ISBN 84-376-1601-8
- Fet i per fer. Pensar la imaginació (Eudeba, 1998)

- Coneguda com Cruïlles del laberint V

- Figures del pensable. Cruïlles del laberint VI (Ediciones Cátedra, 1999; Fondo de Cultura Económica, 2001) - ISBN 950-557-362-6

- Publicació pòstuma, sota un índex temptatiu del mateix Castoriadis

- L'exigència revolucionària (Aquarel llibres, 2000) - ISBN 978-987-1523-01-6

- És una col·lecció d'assajos que van ser publicats, al costat d'altres textos no inclosos, en la recopilació Le contenu du socialisme (Éditions 10/18, 1979)

- Ciutadans sense brúixola (Edicions Coyoacán, 2001) ISBN 970-633-173-5

- Compilació de textos diversos

- Sobre Clàusula de Plató - 1999 (Assaig & Error, 2001; Fondo de Cultura Económica, 2003; Trotta Editorial, 2004) - ISBN 950-557-514-9
- La insignificança i la imaginació - (Editorial Trotta, 2002)

- Publicat sota el nom de Diàlegs i controvèrsies, per Nordan-Comunitat el 2007. Són una sèrie de converses amb Daniel Mermet, Octavio Paz, Alain Finkielkraut, Jean-Luc Donnet, Francisco Varela i Alain Connes

- Subjecte i veritat en el món historicosocial: Seminaris 1986-1987. La creació humana I - 2002 (Fondo de Cultura Económica, 2004) - ISBN 950-557-607-2
- El que fa a Grècia, 1: D'Homer a Heràclit: Seminaris 1982-1983. La creació humana II - 2004 (Fondo de Cultura Económica, 2006) - ISBN 950-557-675-7
- Una societat a la deriva: entrevistes i debats 1974-1997 - 2005 (Katz Barpal Editors, 2006) - ISBN 84-609-8361-7
- Escrits polítics - (Associació dels Llibres de la Càtara, 2006)
- La institució imaginària de la societat - 1975 (Tusquets Editores, Colección Assaigs, 2007

- Democràcia i relativisme: Debat amb el MAUSS - (Trotta Editorial, 2007) - ISBN 9788481648898
- Finestra al caos - (Fondo de Cultura Económica, 2008) - ISBN 978-950-557-740-8
- Maig 68: la bretxa - (Nueva Visión, 2009) ISBN 978-950-602-588-5

- Juntament amb Claude Lefort i Edgar Morin

## Anecdotari
- Durant el primer trimestre de 1979, una virulenta discussió mediàtica va enfrontar Cornelius Castoriadis i l'historiador Pierre Vidal-Naquet amb l'escriptor Bernard-Henri Lévy. El motiu van ser els nombrosos errors de referències de la primera edició del llibre de Lévy Le testament de Dieu.

- A la mort de Castoriadis, a finals de 1997, el diari Le Monde va publicar una nota necrològica en la qual l'única cita, fora de tot context, era «¿És l'objecte d'una civilització canviar de cotxe cada tres anys?». Molts lectors van creure que Castoriadis només havia estat un analista crític amb la societat de consum, com s'estilava als anys 1960.

- Una vegada consultaren a Jean-Paul Sartre sobre Castoriadis i va sentenciar: «Castoriadis sempre té raó, però en el moment equivocat». A la qual cosa respongué Castoriadis: «En canvi, Sartre sempre està equivocat en el moment just».

- A la tomba de Montparnasse, està inscrita en grec i francès una cita d'Heràclit: «No trobem caminant els confins de l'ànima, fins i tot recorrent tot el camí, tan profund és el seu inici».